# Lycosa sericovittata
Lycosa sericovittata är en spindelart som beskrevs av Cândido Firmino de Mello-Leitão 1939. Lycosa sericovittata ingår i släktet Lycosa och familjen vargspindlar. Inga underarter finns listade i Catalogue of Life.